# Giovanni di Thurn und Taxis
Giovanni, principe di Thurn und Taxis (Ratisbona, 5 giugno 1926 – Monaco di Baviera, 14 dicembre 1990), fu un uomo d'affari tedesco e capo dell'immensamente ricca e principesca famiglia Thurn und Taxis dal 1982 fino alla sua morte.

## Biografia
Giovanni nacque a Ratisbona nell'allora Repubblica di Weimar, da Carlo Augusto, X principe di Thurn und Taxis e dalla principessa Maria Anna di Braganza. Ebbe due sorelle maggiori e un fratello minore.

## Matrimonio e famiglia
La famiglia Thurn and Taxis subì l'attenzione massiccia dei media durante la fine degli anni 1970 fino alla metà degli anni 1980, quando Giovanni sposò la giovane contessa Mariae Gloria di Schönburg-Glauchau, membro di una dinastia comitale mediatizzata che possedeva ancora vaste proprietà in Germania dopo la prima guerra mondiale, ma che, successivamente all'avvento del regime nazista, divenne rifugiata in Africa e cadde in disgrazia. Lo stile di vita della coppia haut bohème li collocò tra i membri del jet set, e l'aspetto sopra le righe della principessa Gloria (caratterizzato dal colore brillante dei capelli e da vestiti sgargianti) spinse Vanity Fair a descriverla come Princess TNT, the dynamite socialite, uno pseudonimo che le restò appiccicato per lungo tempo. Durante gli anni '70 Giovanni frequentava spesso feste avant-garde e bisessuali, ed era spesso avvistato in discoteche gay.
Giovanni sposò la contessa Gloria di Schönburg-Glauchau il 31 maggio 1980. Da questo matrimonio nacquero tre figli:
- Maria Theresia Ludowika Klothilde Helene Alexandra (Ratisbona, 28 novembre 1980),
- Elisabeth Margarethe Maria Anna Beatriz (Ratisbona, 24 marzo 1982),
- Albert (II.) Maria Lamoral Miguel Johannes Gabriel (Ratisbona, 24 giugno 1983).

Alla morte di suo padre, Giovanni diventò il capo della famiglia Thurn and Taxis. Il 14 dicembre 1990, dopo aver subito due trapianti di cuore in 2 giorni al Munich-Großhadern, il principe Giovanni morì. Lasciò 500 milioni di dollari di debiti e la sua vedova adottò uno stile di vita più sobrio e controllato, per tutelare al meglio il patrimonio familiare e garantire a suo figlio ciò che ne era rimasto.

## Ascendenza
|                                               |                        |                                           | Genitori                                      |  |  | Nonni |  |  | Bisnonni                                |  |  | Trisnonni                             |  |
|                                               |                        |                                           |                                               |  |  |       |  |  | Massimiliano Antonio di Thurn und Taxis |  |  | Massimiliano Carlo di Thurn und Taxis |  |
|                                               |                        |                                           |                                               |  |  |       |  |  | Massimiliano Antonio di Thurn und Taxis |  |  | Massimiliano Carlo di Thurn und Taxis |  |
|                                               |                        | Guglielmina di Dörnberg                   |                                               |  |  |       |  |  | Massimiliano Antonio di Thurn und Taxis |  |  |                                       |  |
| Alberto I di Thurn und Taxis                  |                        |                                           |                                               |  |  |       |  |  | Massimiliano Antonio di Thurn und Taxis |  |  |                                       |  |
|                                               |                        | Elena di Baviera                          | Massimiliano Giuseppe in Baviera              |  |  |       |  |  |                                         |  |  |                                       |  |
|                                               |                        | Elena di Baviera                          | Massimiliano Giuseppe in Baviera              |  |  |       |  |  |                                         |  |  |                                       |  |
|                                               |                        | Elena di Baviera                          | Ludovica di Baviera                           |  |  |       |  |  |                                         |  |  |                                       |  |
| Carlo Augusto di Thurn und Taxis              |                        | Elena di Baviera                          |                                               |  |  |       |  |  |                                         |  |  |                                       |  |
|                                               |                        | Giuseppe Carlo Luigi d'Asburgo-Lorena     | Giuseppe Antonio Giovanni d'Asburgo-Lorena    |  |  |       |  |  |                                         |  |  |                                       |  |
|                                               |                        | Giuseppe Carlo Luigi d'Asburgo-Lorena     | Giuseppe Antonio Giovanni d'Asburgo-Lorena    |  |  |       |  |  |                                         |  |  |                                       |  |
|                                               |                        | Giuseppe Carlo Luigi d'Asburgo-Lorena     | Maria Dorotea di Württemberg                  |  |  |       |  |  |                                         |  |  |                                       |  |
| Margherita Clementina d'Asburgo-Lorena        |                        | Giuseppe Carlo Luigi d'Asburgo-Lorena     |                                               |  |  |       |  |  |                                         |  |  |                                       |  |
|                                               |                        | Clotilde di Sassonia-Coburgo-Kohary       | Augusto di Sassonia-Coburgo-Kohary            |  |  |       |  |  |                                         |  |  |                                       |  |
|                                               |                        | Clotilde di Sassonia-Coburgo-Kohary       | Augusto di Sassonia-Coburgo-Kohary            |  |  |       |  |  |                                         |  |  |                                       |  |
|                                               |                        | Clotilde di Sassonia-Coburgo-Kohary       | Clementina d'Orléans                          |  |  |       |  |  |                                         |  |  |                                       |  |
| Giovanni, XI Principe di Thurn und Taxis      |                        | Clotilde di Sassonia-Coburgo-Kohary       |                                               |  |  |       |  |  |                                         |  |  |                                       |  |
|                                               | Michele del Portogallo | Giovanni VI del Portogallo                |                                               |  |  |       |  |  |                                         |  |  |                                       |  |
|                                               | Michele del Portogallo | Giovanni VI del Portogallo                |                                               |  |  |       |  |  |                                         |  |  |                                       |  |
|                                               | Michele del Portogallo | Carlotta Gioacchina di Borbone-Spagna     |                                               |  |  |       |  |  |                                         |  |  |                                       |  |
| Michele di Braganza                           | Michele del Portogallo |                                           |                                               |  |  |       |  |  |                                         |  |  |                                       |  |
|                                               |                        | Adelaide di Löwenstein-Wertheim-Rosenberg | Costantino di Löwenstein-Wertheim-Rosenberg * |  |  |       |  |  |                                         |  |  |                                       |  |
|                                               |                        | Adelaide di Löwenstein-Wertheim-Rosenberg | Costantino di Löwenstein-Wertheim-Rosenberg * |  |  |       |  |  |                                         |  |  |                                       |  |
|                                               |                        | Adelaide di Löwenstein-Wertheim-Rosenberg | Agnese di Hohenlohe-Langenburg *              |  |  |       |  |  |                                         |  |  |                                       |  |
| Maria Anna di Braganza                        |                        | Adelaide di Löwenstein-Wertheim-Rosenberg |                                               |  |  |       |  |  |                                         |  |  |                                       |  |
|                                               |                        | Carlo I di Löwenstein-Wertheim-Rosenberg  | Costantino di Löwenstein-Wertheim-Rosenberg * |  |  |       |  |  |                                         |  |  |                                       |  |
|                                               |                        | Carlo I di Löwenstein-Wertheim-Rosenberg  | Costantino di Löwenstein-Wertheim-Rosenberg * |  |  |       |  |  |                                         |  |  |                                       |  |
|                                               |                        | Carlo I di Löwenstein-Wertheim-Rosenberg  | Agnese di Hohenlohe-Langenburg *              |  |  |       |  |  |                                         |  |  |                                       |  |
| Maria Teresa di Löwenstein-Wertheim-Rosenberg |                        | Carlo I di Löwenstein-Wertheim-Rosenberg  |                                               |  |  |       |  |  |                                         |  |  |                                       |  |
|                                               |                        | Sofia del Liechtenstein                   | Luigi II del Liechtenstein                    |  |  |       |  |  |                                         |  |  |                                       |  |
|                                               |                        | Sofia del Liechtenstein                   | Luigi II del Liechtenstein                    |  |  |       |  |  |                                         |  |  |                                       |  |
|                                               |                        | Sofia del Liechtenstein                   | Franziska Kinsky von Wchinitz und Tettau      |  |  |       |  |  |                                         |  |  |                                       |  |
|                                               |                        | Sofia del Liechtenstein                   |                                               |  |  |       |  |  |                                         |  |  |                                       |  |